# 諾伊谷
諾伊谷（英語：Noe Valley，Noe/ˈnoʊ.iː/）是美國加州舊金山的一個近鄰社區，位於舊金山市的中央地帶。

## 地理位置
諾伊谷的大約邊界：北至21街，南至Randall街，東至Dolores街，西界則為Grand View大街。其北方較明顯的地標為卡斯楚街，東方為米慎街。